# Wojciech Galik
Wojciech Galik (ur. 10 kwietnia 2002) – polski lekkoatleta specjalizujący się w trójskoku.
Złoty medalista mistrzostw Polski seniorów w lekkoatletyce (Bydgoszcz 2024). Brązowy (Toruń 2023) i srebrny (Toruń 2024) medalista halowych mistrzostw Polski.